# Махачкалинский регион Северо-Кавказской железной дороги
Махачкалинский регио́н Се́веро-Кавка́зской желе́зной доро́ги — один из шести регионов Северо-Кавказской железной дороги. Пути и инфраструктура находятся Махачкалинского региона на территории Республики  Дагестан и Республики Калмыкия. Эксплуатационная длина железных дорог региона составляет 601,7 км.

## История региона
В соответствии с приказом ОАО "РЖД" от 29 апреля 2010 года Махачкалинское отделение и другие 4 отделения Северо-Кавказской железной дороги было упразднено, а на его территории был создан один из 5 регионов управления — Махачкалинский (в границах бывшего отделения).

## Территория
Махачкалинский регион граничит:
- с Грозненским регионом Северо-Кавказской железной дороги
  - по 2186 км на линии Гудермес — Кизил-Юрт
  - по 76 км на линии Кизляр — Шелковская
- с Приволжской железной дорогой
  - по 291 км  станции Олейниково (искл.)
- с Азербайджанской железной дорогой
  - по 2454,5 км на линии Самур — Ялама (государственная граница Российской Федерации и Республики Азербайджан).

Территория Махачкалинского региона Северо-Кавказской железной дороги включает в себя следующие железнодорожные линии:
- Махачкала — Самур
- Махачкала — Кизил-Юрт
- Кизил-Юрт — Кади-Юрт
- Кизил-Юрт — Кизляр
- Кизляр — Олейниково
- Кизляр — Шелковская
- Шамхал — Буйнакск
- Тарки — Каспийск

## Инфраструктура региона
- Сервисное локомотивное депо Дербент-Махачкалинский[3]
- Эксплуатационное локомотивное депо Дербент
- Эксплуатационное вагонное депо Махачкала
- Махачкалинская дистанция пути
- Кизлярская дистанция пути
- Махачкалинская дистанция сигнализации, централизации и блокировки
- Махачкалинская дистанция электроснабжения
- Махачкалинская дистанция гражданских сооружений
- Махачкалинская механизированная дистанция[4] (опорный грузовой двор ст. Дербент, грузовой двор ст. Дагестанские Огни, опорный грузовой двор ст. Махачкала, опорный грузовой двор ст. Хасав-Юрт, грузовой двор ст. Кизляр).

## Типы станций региона
Участковые станции: Дербент, Махачкала.
Грузовые станции: Кизил-Юрт, Кизляр, Хасав-Юрт.
Промежуточные станции (станции, разъезды и блокпосты): Араблинский, Ачи, Белиджи, Берикей, Буйнакск, Герменчик, Дагестанские Огни, Избербаш, Инчхе, Кара-Баглы (рзд), Карлан-Юрт, Качалай, Каягент, Кочубей, Куруш (рзд), Кутан (рзд), Мамед-Кала, Манас, Махачкала-Порт, Разъезд №12, Разъезд №14, Разъезд №15, Разъезд №17, Самур, Сулак, Тарки, Темиргое, Шамхал. 